# Алымов, Александр Николаевич (экономист)
Александр Николаевич Алымов (укр. Олександр Миколайович Алимов; 30 сентября 1923, Донецк, УССР, СССР — 5 апреля 2023) — советский и украинский учёный, экономист, доктор экономических наук (1966), академик (1973; член-корреспондент с 1965) Национальной академии наук Украины; Заслуженный деятель науки и техники Украины (1998).

## Биография
Родился 30 сентября 1923 года в Донецке (рудник Ветка) в шахтёрской семье.
Русский. Родители — Алымов Николай Васильевич и Алымова Евдокия Макаровна.
В 1941 году добровольцем ушёл в РККА.
Стал курсантом Лепельского артиллерийско-миномётного училища, которое окончил  в 1942 году.
Прошёл путь от командира взвода, батареи, дивизиона, заместителя командира полка до командира 118-го миномётного полка 43-й армии.
Был неоднократно ранен, после лечения возвращался в свой полк. Командование не раз отмечало высокие качества Алымова: его организованность, настойчивость, ответственное отношение к выполнению задачи, умение быстро оценивать обстановку и принимать решения. Например, когда сложилась критическая ситуация в одном из ближних боев с превосходящим по численности противником, 19-летний Алымов принял мужественное решение: приказал открыть огонь по своему наблюдательному пункту. Риск оправдался, он выиграл неравный бой. За проявленное мужество в 1943 году он получил свой первый орден — Красного Знамени.
Впереди было немало других сражений. В боях на смоленском направлении в составе войск Калининского фронта Алымов был ранен, после лечения в госпитале возвратился к командованию своей батареей. В это же время произошли реорганизационные перемены: из двух полков РГК был создан один миномётный полк двухдивизионного состава. Командование 43-й армии назначает его командиром дивизиона и присваивает звание капитана. В ходе дальнейших наступлений войск дивизион под командованием майора Алымова активно участвует в боях за освобождение Белоруссии, Латвии и Литвы.
В течение 1944 года Алымов был дважды ранен и после лечения в полковой санчасти возвращался к командованию дивизионом. За мужество, проявленное в боях, и умелое командование его наградили орденами Александра Невского и Отечественной войны I степени, медалью «За отвагу» (1943). В сентябре 1944 года Алымов стал заместителем командира полка.
Когда советские войска готовились к штурму мощной крепости Кёнигсберга и возникла необходимость заменить выбывшего из строя командира полка, командование армии доверило миномётный полк самому молодому офицеру в такой должности — майору Алымову. На 22-летнего офицера была возложена большая ответственность: организовать взаимодействие артиллерийских подразделений, входящих в группу поддержки пехоты, выполнить сложную боевую задачу и не допустить потерь личного состава. Он оправдал оказанное доверие: полк был награждён орденом Кутузова III степени, а сам Алымов — вторым орденом Красного Знамени. После реорганизации полка Алымова назначили на должность командира 625-го миномётного полка 235-й стрелковой дивизии. Им он командовал до сентября 1946 года.
В 1946 году Александр Николаевич демобилизовался.
В 1952 году окончил Всесоюзный заочный финансовый институт, сдал экстерном экзамены в горном техникуме, одновременно работал начальником отдела кадров «Облтрудрезервов» (1947–1949), инженером производственно-технического отдела, заведующим учебной частью учебно-курсового комбината «Донбассмашстрой» (1949—1951), затем инженером, старшим экономистом, начальником сектора комбината «Сталиншахтстрой» (1951—1953).
В 1953 году Алымов поступил в аспирантуру Московского горного института. После успешного окончания аспирантуры и защиты кандидатской диссертации в 1957 году началась его научно-организаторская и исследовательская деятельность в Донецком научно-исследовательском угольном институте (ДогУГИ) начальником сектора, начальником отдела.
С 1965 по 1984 год Алымов успешно руководил крупными научными коллективами, проблемными, научными и специализированными советами и комиссиями.
В апреле 1966 году Алымову присуждена ученая степень доктора экономических наук, а в сентябре 1966 года — звание профессора.
С 1984 года по 2005 год, работая заведующим отделом промышленного потенциала в Институте экономики Академии наук Украины, Алымов продолжал исследования по проблемам развития промышленного потенциала Украины.
С 2005 года Алымов являлся советником дирекции Совета по изучению продуктивных сил Украины НАН, возглавляет отдел стратегического потенциала устойчивого развития Государственного учреждения «Институт экономики природопользования и устойчивого развития НАН Украины».
Умер 5 апреля 2023 года.

## Научная деятельность
В 1965 году, Алымов, продолжая работу заведующим крупным отделом ДонУГИ, становится директором-организатором Института экономико-промышленных исследований в составе Донецкого научного центра Академии наук Украины.  Алымов создал научную школу, подготовившую новое поколение учёных-экономистов для Донбасса, Приднепровья и других регионов юго-востока Украины. Под его руководством Донецкое отделение Института экономики за короткое время стало центром экономической мысли в Донбассе, и в 1967 году было преобразовано в Институт экономики промышленности АН УССР.
Возглавляя Институт экономики промышленности АН Украины, Алымов непосредственно участвовал в исследованиях по крупным теоретическим проблемам науки и управления производством. Они связаны с широким использованием экономико-математических методов и ЭВМ в экономике, которые применялись в угольной, металлургической, химической, машиностроительной и других отраслях промышленности Украины. Под его руководством была проведена научно-организационная работа по созданию и внедрению «АСУ-Донецк» на Донецком машиностроительном заводе имени 15-летия ЛКСМУ. Это была одна из первых в стране комплексных информационно-советующих систем управления, предназначенная для предприятий машиностроения с индивидуальным и мелкосерийным производством. Работы Института экономики промышленности АН Украины по созданию АСУ велись на металлургических заводах «Азовсталь», «Запорожсталь», Донецком имени Ленина, Днепропетровском имени Петровского, Дружковском и Брянском машиностроительных, в угольных производственных объединениях «Донецкуголь» и «Шахтерскантрацит» и ряде других предприятий.
В 1973 году Президиум АН Украины назначает Алымова председателем Совета по изучению производительных сил Украины (1973—1984), где началась его научно-организаторская деятельность, направленная на проведение комплексных исследований, связанных с оценкой и прогнозированием темпов и пропорций развития и размещения производительных сил по территории страны во взаимосвязи с охраной окружающей среды. Одновременно он возглавляет Научный совет по проблемам научно-технического и социально-экономического прогнозирования при Президиуме АН УССР и Госплане УССР. В состав данного Научного совета и 24-х его проблемных комиссий были привлечены десятки научных и проектных организаций, свыше 500 ведущих учёных Украины.
Профессор Алымов исследовал проблему развития ядерной энергетики и рационального размещения энергетических объектов как с точки зрения народнохозяйственной эффективности, так и с позиций учёта комплекса природных факторов.
Он занимался организацией научной разработки проблемы использования природных ресурсов Полесской низменности в связи с проводимыми крупномасштабными осушительными работами. В 1976—1980 годах разрабатывается концепции охраны и рационального использования земельных, водных и лесных ресурсов, в осуществлении комплекса мер, направленных на повышение продуктивности сельскохозяйственных угодий, сокращение их отвода для других отраслей народного хозяйства. Производится оценка эффективности широкомасштабной мелиорации земель и борьбы с эрозией почв, технико-экономическое и экологическое обоснование строительства комплекса Дунай — Днепр, более эффективного использования малых рек, перевода промышленных предприятий на безотходные и малоотходные технологии. В результате большой работы, проведенной Алымовым в 1978 году, издается «Атлас природных условий и естественных ресурсов Украинской ССР». Это уникальное издание картографически отражает достижения естественных наук по исследованию природы Украины и омывающих её южные границы Чёрного и Азовского морей. В состав Атласа входят 465 карт с пояснительным текстом.
Научные труды Александра Алымова посвящены теории и практике развития и размещения продуктивных сил, созданию автоматических систем управления, хозрасчёту, научной организации труда и управления.
Александр Николаевич Алымов занимается развитием теории, методологии и практики стратегии макросистемной эволюции национальной экономики на основе рационального использования стратегического потенциала устойчивого развития и прогнозирования последствий реализации; разработкой теоретико-методологических основ оценки стратегического потенциала устойчивого развития Украины в системе «природа-экономика-социум»; обоснованием методологических основ формализации модели адаптивного управления использования стратегического потенциала устойчивого развития Украины на основе системы научно-аргументированных критериев и индикаторов оценки; формированием макроэкономической модели стратегического потенциала устойчивого развития в условиях финансово-экономической неопределённости функционирования экономики.
Под научным руководством Александра Николаевича Алымова и при непосредственном участии опубликовано около 500 работ, среди них 9 индивидуальных и 36 коллективных монографий. Им подготовлено более 25 кандидатов и 7 докторов экономических наук.

## Основные работы
- Алымов А. Н. Экономическое и социальное развитие Киева.1976-1980 // редкол.: Алымов А. Н., Веклич В. Ф. и др. – К. : Наукова думка, 1977. — 604 с. В соавторстве.
- Алымов А. Н. Экономическое и социальное развитие Киева : основные направления. 1981 – 1990 / редкол.: Алымов А. Н., Веклич В. Ф. и др. – К. : Наукова думка, 1982. – 533 с. В соавторстве.
- Концептуальные положения формирования новой промышленной доктрины : Науч. докл. / А. Н. Алымов, В. Н. Емченко, С. А. Ерохин; Ин-т экономики НАН Украины. - К., 2002. - 68 c. - Библиогр.: с. 64-65.
- Конкурентоспособность национальной экономики / А. Н. Алымов, В. Н. Емченко НАН Украины. Ин-т экономики. - К., 2001. - 57 c. - (Препр.). - Библиогр.: 10 назв. - рус.
- Рыночные трансформации в переходной экономике / А. Н. Алымов, Н. П. Гончарова, М. К. Михно, В. В. Лобанов, Н. И. Норицына, М. В. Кузьмина, О. А. Швиданенко; НАН Украины. Ин-т экономики. - К., 1998. - 229 c.
- Стратегия структурной перестройки промышленности : Моногр. / А. Н. Алымов, Н. П. Гончарова, М. К. Михно, В. В. Лобанов, В. Н. Емченко; НАН Украины. Ин-т экономики. - К., 2001. - 194 c. - Библиогр.: с. 192.
- Динамизм развития производственного потенциала : Моногр. / А. Н. Алымов, Н. П. Гончарова, В. Н. Емченко, В. В. Лобанов, В. В. Микитенко; НАН Украины. Ин-т экономики. - К., 2003. - 202 c. - Библиогр.: 43 назв.

## Личная жизнь
Жена — Ольга Амосовна Алымова.
Дети — Владимир Александрович Алымов (род. 1948) и Сергей Александрович Алымов (род. 1958) — кандидаты экономических наук.

## Награды и премии
Первая награда — орден Красного Знамени (звание — старший лейтенант, должность — командир батареи, приказ № 402 от 27.04.1943 Военного Совета Калининского фронта).За мужество, проявленное в боях, и умелое командование награждён вторым орденом Красного Знамени (звание — майор, должность — заместитель командир полка, приказ № 0165 от 31.05.1945 по войскам 43 армии Второго Белорусского фронта) орденами Александра Невского (звание — капитан, должность — командир дивизиона, приказ № 027 от 16.12.1943 по артиллерии 43 армии Первого Прибалтийского фронта), Отечественной войны I степени (звание — майор, должность — командир дивизиона, приказ № 033 от 26.07.1944 по 43 армии Первого Прибалтийского фронта), медалью «За отвагу» (звание — старший лейтенант, должность — командир дивизиона, приказ № 077 от 10.07.1943 по 43 армии Калининского фронта), Орденом «Знак почёта».
Александр Николаевич Алымов — заслуженный деятель науки и техники Украины (1998), лауреат премии имени А. Г. Шлихтера АН УССР за 1974; награждён орденами и медалями СССР.